# Canton de Graçay
Le canton de Graçay est une ancienne division administrative française située dans le département du Cher.

## Géographie
Ce canton était organisé autour de Graçay dans l'arrondissement de Vierzon. Son altitude variait de 91 m (Saint-Georges-sur-la-Prée) à 176 m (Genouilly) pour une altitude moyenne de 135 m.

## Histoire
Lors de la seconde guerre mondiale, les résistants du maquis de ce canton rejoignent le bataillon Comte.

## Représentation

### Conseillers généraux de 1833 à 2015
| Période         | Période      | Identité                             | Étiquette                | Qualité |
| --------------- | ------------ | ------------------------------------ | ------------------------ | --- |
| 1833            | 1848 (décès) | Jean-Baptiste Bessault (1775-1848)   |                          | Propriétaire, maire de Graçay |
| 1848            | 1852         | Jean-François Bessault               |                          | Juge de paix à Graçay, conseiller d'arrondissement                                                                                 |
| 1852            | 1870         | Léon Batailler du Berthier (1814-?)  |                          | Propriétaire du château du Chêne à Nohant-en-Graçay Maître des requêtes au Conseil d'État Président du Conseil Général (1867-1870) |
| 1870            | 1874         | Louis Aubineau                       | Républicain              | Avocat à Bourges, ancien magistrat                                                                                                 |
| 1874            | 1880         | Philibert Gaston Jouslin (1841-1908) | Droite                   | Avocat à Bourges |
| 1880            | 1881 (décès) | Yvan Carraud (1826-1881)             | Républicain              | Officier des Eaux et Forêts, Nohant-en-Graçay                                                                                      |
| 1881            | 1892         | Arthur Pernollet                     | Républicain              | Ingénieur, député (1885-1889) |
| 1892            | 1910         | Antony Martinet                      | Rad.                     | Ancien secrétaire générale de la Préfecture d'Indre-et-Loire puis Préfet - Sénateur (1909-1921)                                    |
| 1910            | 1922         | Joseph Lacueille                     | Rad.                     | Instituteur à Massay |
| 1922            | 1929 (décès) | Louis-Paul Sourioux (1871-1929)      | Républicain progressiste | Cultivateur Maire de Graçay |
| 1930            | 1934         | Joseph Réquillard                    | SFIO                     | Cultivateur Conseiller municipal de Massay                                                                                         |
| 1934            | 1940         | Edmond Ferragu (1893-1968)           | SFIO                     | Commerçant Maire de Graçay (1935-1941), conseiller d'arrondissement                                                                |
|                 |              |                                      |                          | |
| 1943            | 1945         | Emile Veillat (1887-1980)            | ?                        | Agriculteur Maire de Dampierre-en-Graçay Nommé conseiller départemental en 1943                                                    |
|                 |              |                                      |                          | |
| 1945            | 1968 (décès) | Edmond Ferragu                       | PCF puis DVG             | Commerçant Maire de Graçay (1944-1968)                                                                                             |
| 20 octobre 1968 | 1987 (décès) | Pierre Monin (1919-1987)             | DVD                      | Aviateur Maire de Graçay (1968-1988)                                                                                               |
| février 1988    | sept. 1988   | Pierre François                      | DVD                      | Maire de Graçay (1988-1990) |
| 1988            | 2008         | Georges Druesne                      | PCF                      | Facteur à Saint-Outrille |
| 2008            | 2015         | Jean-Pierre Charles                  | PCF                      | Chargé de mission Maire de Graçay depuis 1998 Vice-président du conseil général Elu en 2015 dans le Canton de Vierzon-2            |

### Conseillers d'arrondissement (de 1833 à 1940)
| Période                                  | Période          | Identité                           | Étiquette         | Qualité |
| ---------------------------------------- | ---------------- | ---------------------------------- | ----------------- | --- |
| 1833                                     | 1836             | Antoine Delaporte (1781-1844)      |                   | Percepteur des contributions directes, propriétaire à Graçay (maire de 1843 à 1844)                         |
| 1836                                     | 1842             | Jean-François Bessault (1794-1853) |                   | Juge de paix à Graçay                                                                                       |
| 1842                                     | 1844 (décès)     | Antoine Delaporte                  |                   | Propriétaire, maire de Graçay                                                                               |
| 1845                                     | 1848             | Jean-François Bessault             |                   | Juge de paix à Graçay                                                                                       |
| 1848                                     | 1852             | Louis Aubineau                     | Républicain       | Avocat à Graçay                                                                                             |
| 1852                                     |                  | M. Breteau                         |                   | Vice-Président du comice agricole de Graçay                                                                 |
|                                          |                  |                                    |                   | |
| 1895                                     | 1909 (décès)     | Louis Baron                        | Conservateur      | Ancien notaire, conseiller municipal de Graçay                                                              |
| 26 déc. 1909                             | 1913             | Alphonse Louis Gapteau (1851-1936) | Radical           | Officier de gendarmerie en retraite, adjoint au maire de Graçay                                             |
| 1913                                     | 1919             | Anthime Doré (1870-1938)           | PRS               | Adjoint au maire de Genouilly                                                                               |
| 1919                                     | 1923 (démission) | M. Dalois                          |                   | |
| 10 décembre 1923                         | 1925             | Joseph Lacueille                   | Rad.              | Instituteur à Massay, ancien conseiller général                                                             |
| 1925                                     | 1937             | Alexandre Chanal                   | Rad.ind.          | Vétérinaire à Graçay                                                                                        |
| 1931                                     | 1934             | Edmond Ferragu                     | SFIO              | Commerçant, maire de Graçay (1935-1941)                                                                     |
| 1937                                     | 1940             | Daniel Belliard (1900-1989)        | SFIO puis PC-SFIC | Exploitant agricole à Genouilly Révoqué en 1939 (décret Daladier)                                           |
| 1940                                     |                  |                                    |                   | Les conseils d'arrondissement ont été suspendus par la loi du 12 octobre 1940 et n'ont jamais été réactivés |
| Les données manquantes sont à compléter. |                  |                                    |                   | |

## Composition
Le canton de Graçay regroupait six communes et comptait 3 652 habitants (recensement de 1999 sans doubles comptes).
| Nom                       | Code Insee | Intercommunalité         | Population (dernière pop. légale) |
| ------------------------- | ---------- | ------------------------ | --------------------------------- |
| Graçay (chef-lieu)        | 18103      | CC Vierzon-Sologne-Berry | 1 456 (2014)                      |
| Dampierre-en-Graçay       | 18085      | CC Vierzon-Sologne-Berry | 265 (2014)                        |
| Genouilly                 | 18100      | CC Vierzon-Sologne-Berry | 696 (2014)                        |
| Nohant-en-Graçay          | 18167      | CC Vierzon-Sologne-Berry | 301 (2014)                        |
| Saint-Georges-sur-la-Prée | 18210      | CC Vierzon-Sologne-Berry | 654 (2014)                        |
| Saint-Outrille            | 18228      | CC Vierzon-Sologne-Berry | 206 (2014)                        |

## Démographie
| 1962  | 1968  | 1975  | 1982  | 1990  | 1999  | 2006  | 2011  | 2012  |
| ----- | ----- | ----- | ----- | ----- | ----- | ----- | ----- | ----- |
| 4 052 | 4 038 | 3 916 | 3 708 | 3 737 | 3 652 | 3 630 | 3 586 | 3 570 |